# شهرستان (سنگر)
شهرستان، روستایی است از توابع بخش سنگر شهرستان رشت در استان گیلان ایران.

## جمعیت
این روستا در دهستان اسلام‌آباد قرار دارد و بر اساس سرشماری مرکز آمار ایران در سال ۱۳۸۵، جمعیت آن ۳۵۱۱ نفر (۹۴۹خانوار) بوده‌است.